# Aleksandr Zav'jalov
Aleksandr Aleksandrovič Zav'jalov (in russo Александр Александрович Завьялов?; Mosca, 2 giugno 1955) è un dirigente sportivo ed ex fondista russo, che gareggiò per la nazionale sovietica. Nelle liste FIS è registrato come Alexander Savjalov.

## Biografia

### Carriera sciistica
Debuttò in campo internazionale alla IX Universiade invernale di Špindlerův Mlýn 1978, vincendo l'oro nella 30 km e nella staffetta. Ai XIII Giochi olimpici invernali di Lake Placid 1980 ottenne il bronzo nella 50 km dietro al finlandese Juha Mieto e al vincitore Nikolaj Zimjatov, suo connazionale; fu settimo nella 15 km ma non fece parte del quartetto che vinse la staffetta davanti a Norvegia e Finlandia.
Nel 1980-1981 vinse la Coppa del Mondo ancora in fase sperimentale; si ripeté nel 1982-1983, quando la competizione era ormai divenuta ufficiale. Nella Coppa ufficiale ottenne la prima vittoria, nonché primo podio, il 10 febbraio 1983 nella 15 km di Sarajevo.
Ai Mondiali di Oslo del 1982 conquistò l'argento nella 15 km, dietro al norvegese Oddvar Brå, e l'oro nella staffetta composta anche da Vladimir Nikitin, Oleksandr Batjuk e Jurij Burlakov. Zav'jalov, in ultima frazione, gareggiò proprio contro Brå e la gara finì a pari merito: entrambe le nazionali marcarono il tempo di 1:56:27,6 e l'oro fu assegnato pari merito.
I successivi XIV Giochi olimpici invernali di Sarajevo 1984 lo videro vincitore di due argenti: nella 30 km, ancora dietro a Zimjatov, e nella staffetta vinta dalla Svezia del protagonista assoluto del fondo a quei Giochi, Gunde Svan.

### Carriera dirigenziale
Dopo il ritiro dalle competizioni è stato presidente della Federazione sciistica della Russia.

## Palmarès

### Olimpiadi
- 3 medaglie:
  - 2 argenti (30 km[3], staffetta[3] a Sarajevo 1984)
  - 1 bronzo (50 km[4] a Lake Placid 1980)

### Mondiali
- 2 medaglie, oltre a quella conquistata in sede olimpica e valida anche ai fini iridati:
  - 1 oro (staffetta a Oslo 1982)
  - 1 argento (15 km[3] a Oslo 1982)

### Coppa del Mondo
- Vincitore della Coppa del Mondo nel 1983
- 4 podi (individuali[5]), oltre a quelli conquistati in sede olimpica o iridata e validi ai fini della Coppa del Mondo:
  - 3 vittorie
  - 1 secondo posto

#### Coppa del Mondo - vittorie
| Data             | Luogo    | Paese      | Disciplina |
| ---------------- | -------- | ---------- | ---------- |
| 10 febbraio 1983 | Sarajevo | Jugoslavia | 15 km      |
| 26 febbraio 1983 | Falun    | Svezia     | 30 km      |
| 4 marzo 1983     | Lahti    | Finlandia  | 15 km      |

### Campionati sovietici
- 3 ori (staffetta nel 1979; staffetta nel 1982; 30 km nel 1983)[1]